# Martina Accola
Martina Accola (Davos, 8 marzo 1969) è un'ex sciatrice alpina svizzera.

## Biografia
Slalomista pura sorella di Paul, a sua volta sciatore alpino, la Accola ottenne il primo piazzamento di rilievo in carriera nella prova disputata a Schruns il 12 gennaio 1992, valida per la Coppa del Mondo, in cui si classificò 21ª. Esordì ai Campionati mondiali a Morioka 1993, piazzandosi 19ª, e ai Giochi olimpici invernali a Lillehammer 1994, dove fu 17ª. Il 27 novembre 1994 ottenne a Park City il primo podio in Coppa del Mondo (2ª); nella stagione successiva ai Mondiali di Sierra Neveda 1996 fu invece 11ª. Nella stagione 1996-1997 conquistò il suo secondo e ultimo podio in Coppa del Mondo, il 2 febbraio a Laax (3ª), l'ultima vittoria (nonché ultimo podio) in Coppa Europa, il 19 febbraio ad Abetone, e disputò i suoi ultimi Mondiali: nella rassegna iridata di Sestriere si piazzò al 19º posto.
Si congedò dal Circo bianco al termine della stagione 1997-1998, durante la quale prese parte alle sue ultime Olimpiadi (a Nagano 1998 fu 7ª) e alla sua ultima gara di Coppa del Mondo (il 14 marzo a Crans-Montana non completò la prova). La sua ultima gara in carriera fu lo slalom speciale dei Campionati svizzeri 1998, disputata a Obersaxen il 22 marzo, nella quale si aggiudicò la medaglia d'argento.

## Palmarès

### Coppa del Mondo
- Miglior piazzamento in classifica generale: 22ª nel 1996
- 2 podi:
  - 1 secondo posto
  - 1 terzo posto

### Coppa Europa
- 3 podi (dati dalla stagione 1994-1995):
  - 1 vittoria
  - 1 secondo posto
  - 1 terzo posto

#### Coppa Europa - vittorie
| Data             | Località | Paese  | Specialità |
| ---------------- | -------- | ------ | ---------- |
| 19 febbraio 1997 | Abetone  | Italia | SL         |

Legenda:

SL = slalom speciale

### Campionati svizzeri
- 3 medaglie (dati dalla stagione 1994-1995)[2]:
- 3 argenti (slalom speciale nel 1996; slalom speciale nel 1997; slalom speciale nel 1998)